# Antonio Rozzi
Antonio Rozzi (* 28. Mai 1994 in Rom, Italien) ist ein italienischer Fußballspieler.

## Karriere
Rozzi kam 1999 in die Jugend von Lazio Rom und durchlief sämtliche Jugendmannschaften der Laziali. Seit der Saison 2011/12 gehört Rozzi auch dem Profikader an. Dort kam er in drei Partien zum Einsatz, in der Saison 2012/13 kam er nicht zum Einsatz.
Zur Saison 2013/14 wechselte er leihweise zu Real Madrid Castilla. In der Saison 2014/15 wurde er an den FC Bari 1908 ausgeliehen, anschließend an den Virtus Entella. In der Saison 2015/16 erfolgte eine weitere Ausleihe an Virtus Lanciano, und anschließend an Robur Siena. In der Saison 2016/17 wurde Rozzi erneut verliehen, diesmal an den Lupa Roma F.C.

## Erfolge
- Coppa-Italia-Sieger: 2012/13